# Anticrates crocophaea
Anticrates crocophaea is een vlinder uit de familie van de Lacturidae. De wetenschappelijke naam van de soort is voor het eerst geldig gepubliceerd in 1921 door Meyrick.